# Emanuel Vlček
Emanuel Vlček (Rožmitál pod Třemšínem,  1 maart 1925 - Praag, 24 oktober 2006) was een Tsjechische paleoantropoloog, arts en professor aan het Instituut voor Anatomie van de 1e Medische Faculteit van de Karelsuniversiteit te Praag. In 2018 kende de stadswijk Praag 5 hem postuum het ereburgerschap toe.
Vlček studeerde van 1945 tot 1951 aan de faculteit der geneeskunde aan de Karelsuniversiteit in Praag. Tijdens zijn studie werkte hij bij het instituut voor forensische geneeskunde als onderzoeksassistent. Als jonge student schreef hij ook  het verslag van de autopsie door de professoren Hájek en Tesař van de vermoorde minister Jan Masaryk in maart 1948. 
Van 1951 tot 1957 werkte hij aan het Staatsarcheologisch Instituut in Nitra, daarna tot 1967 aan het Archeologisch Instituut in Praag. Vanaf 1967 was zijn wetenschappelijke carrière verbonden aan het Nationaal Museum in Praag, waar hij in 1967 de antropologische afdeling oprichtte. In de jaren 1952-1974 doceerde hij antropologie aan de Comeniusuniversiteit in Bratislava en menselijke paleontologie aan het Instituut voor Paleontologie, Faculteit Wetenschappen van de Karelsuniversiteit in Praag.
Hij richtte zich vooral op paleoantropologie op Europees grondgebied, waarbij hij zich aanvankelijk vooral bezighield met prehistorische en oude populaties en beschreef een grote groep Chalcha-Mongolen.
Sinds 1955 onderzocht hij ook de skeletresten van historische figuren, onder wie die van Bedřich Smetana.